# NGC 918
NGC 918 (również PGC 9236 lub UGC 1888) – galaktyka spiralna z poprzeczką (SBc), znajdująca się w gwiazdozbiorze Barana w odległości około 60 milionów lat świetlnych od Ziemi. Odkrył ją John Herschel 11 stycznia 1831 roku. Jest to galaktyka z aktywnym jądrem.
W galaktyce tej zaobserwowano dwie supernowe: SN 2009js i SN 2011ek.